# 港西村 (彰化縣)
港西村，是台灣彰化縣永靖鄉的一個村落，位於永靖鄉街區南側，東以港西排水與湳港村、瑚璉村為界，北以西南巷、永西路、福德路與永東村、永南村相鄰，西以八堡二圳西溝排水與獨鰲村相望，南則以小圳溝、農地與五福村接壤。

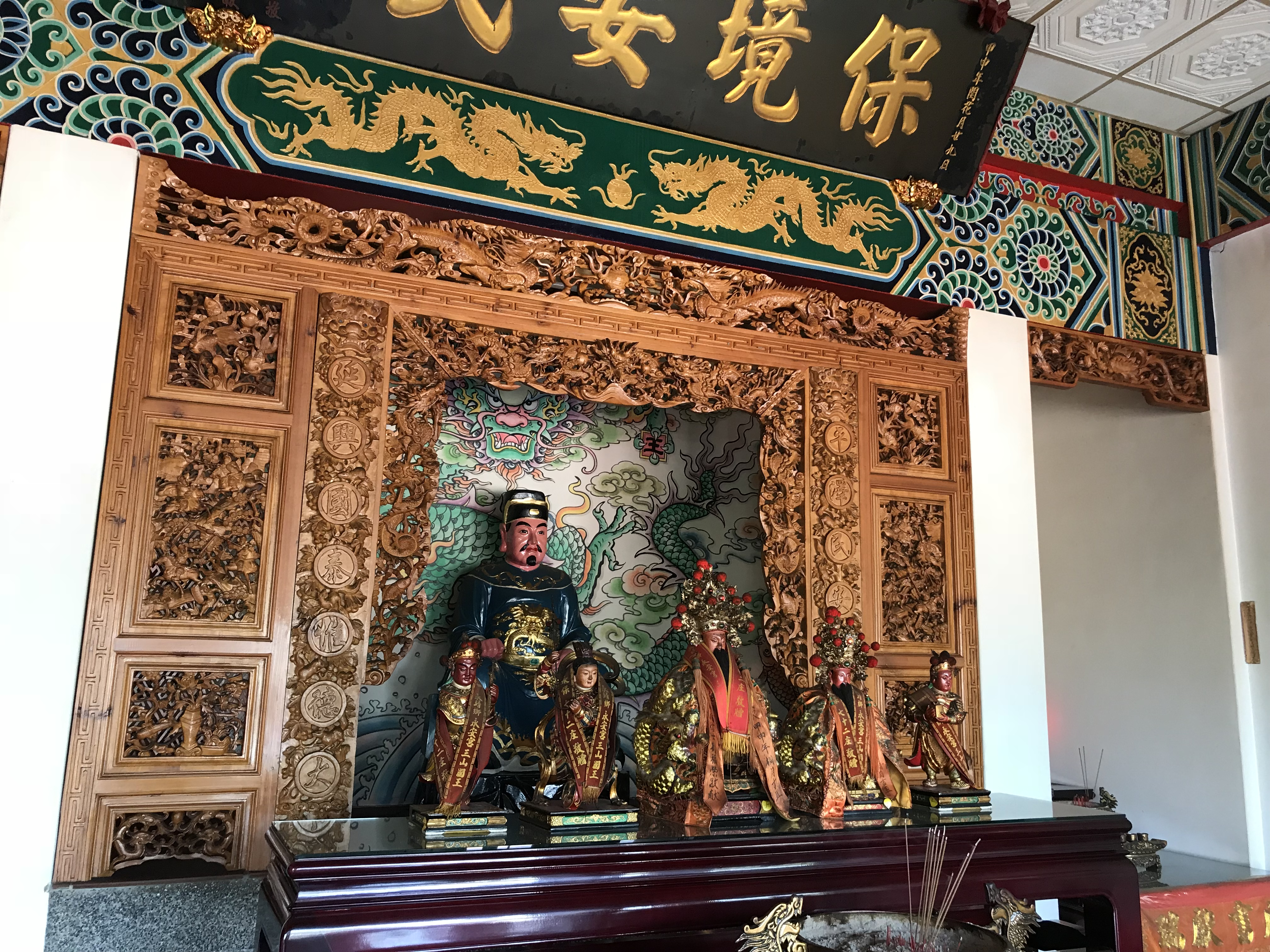
永靖鄭成功紀念館延平郡王像

省道台1線（中山路一段）以東北－西南走向貫穿全村，是南來北往的交通幹道。
2013年4月全村共有20鄰、539戶、2,286人。村內設有鄉立托兒所、鄭成功公園、和德園、港西社區公園等公共設施。

## 名勝古蹟
- 成美公堂
- 永靖鄭成功紀念館
- 餘三館